# Sinodendron persicum
Sinodendron persicum là một loài bọ cánh cứng trong họ Lucanidae. Loài này được Reitter mô tả khoa học năm 1902.